# Biserica Tuturor Sfinților din Dubăsari
Catedrala Tuturor Sfinților a orașului Dubăsari (Transnistria) este biserică ortodoxă a Eparhiei Tiraspolului și Dubăsarului a Bisericii Ortodoxe din Moldova. Situată pe strada strada Voroșilov, numărul 23.
Începerea templului a avut loc la 25 aprilie 1797 cu binecuvântarea Mitropolitului Niprului și a Tauridei Gabriel. Construcția a fost finalizată în 1804 și imediat iluminată. Fondurile pentru construcția templului au fost alocate de omul de afaceri Mikhail Zoyanov și de partenerul său Ivan Șevici. De asemenea, pe teritoriul templului au fost ateliere de tâmplărie.
În prima jumătate a anilor 40, s-a adăugat o clopotniță. Până în 1918, în templu erau aproximativ 2.700 de oameni: aveau doi preoți, un funcționar și un diacon. Templul nu avea posesiuni suplimentare de teren.
După revoluție și căderea Republicii Democratice Moldovenești, cândva pe teritoriul Republicii Sovietice Socialiste Basarabene, în 1918, templul a fost închis și folosit ca depozit.
În timpul celui de-al Doilea Război Mondial, cândva în zona de ocupație a României, templul a fost deschis, dar consacrat în onoarea Paraschevei Srpska. După eliberarea Dubossarului de către trupele sovietice, templul a continuat să funcționeze. Dar în 1953 a fost din nou închis și în clădire a fost deschisă o școală de ciclism.
În 1988, templul a fost redeschis, fiind donați bani pentru reconstruirea templului. În 1996, a început revizuirea templului, care s-a încheiat în luna octombrie a aceluiași an. La 25 octombrie 1998, templul a fost consacrat de episcopul Iustinian în numele tuturor Sfinților și devine Catedrala.